# Sabato (rivière)
Pour les articles homonymes, voir Sabato.
Le Sabato est un cours d'eau italien de 50 km de long qui coule dans les provinces d'Avellino et de Bénévent (15 km) en Campanie. Son bassin est de 459 km2. C'est un affluent de gauche de la rivière Calore Irpino.

## Description
La rivière Sabato qui prend sa source au colle Finestra sur le mont Terminio possède un bassin de 459 km2. 
Ses affluents les plus importants sont les rivières Fenestrelle (11 km) et Vallone delle Barre.
Il se jette dans le Calore Irpinio à Pantano, à la périphérie de Bénévent à proximité du Pont Leproso.
La rivière Sabato est le principal affluent de gauche du  Calore Irpino. Ses autres affluents sont les torrents San Leonardo, Salzola, Barre, Fratte, Avellola et Rio Vergine.
Depuis sa source, pendant quelques kilomètres, le cours d'eau possède toutes les caractéristiques d'un torrent de montagne et coule sur des terrains calcaires jusqu'à la commune de Serino où il change d'aspect en traversant des terrains alluvionnaires qui pendant l'été réduisent fortement sa portée, ne coulant que dans sa partie souterraine pendant quelques kilomètres pour réapparaître dans la commune de San Michele di Serino. 
À partir de cet endroit, sa physionomie change de nouveau avec de petites cascades, trous d'eau. Le courant sur un lit pierreux dont la largeur varie de sept à dix mètres devient rapide. Les rives sont bordées d'arbres à haut fut. Cette partie finale est peuplée de truites.

## Régime fluvial

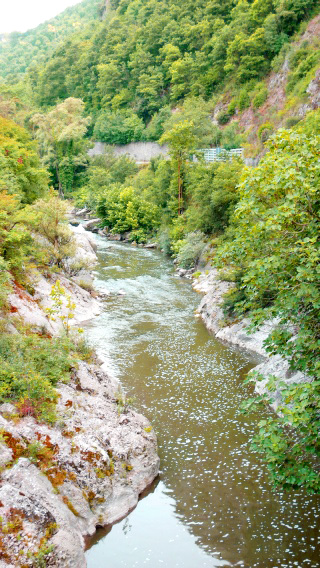
La rivière Sabato près de Barba

Le régime fluvial de la rivière est du type torrentiel avec de forts débits en hiver et sécheresse en été.
Au printemps, la qualité de l'eau est optimum et pratiquement transparente. Pendant les saisons chaudes, le niveau est très réduit à cause de captations d'eau excessives mettant en péril son existence. 
Lors de fortes averses, son cours peut facilement déborder.

## Faune
Les eaux sont peuplées de truites brunes et arc en ciel , vairons, barbus, anguilles. L'écrevisse d'eau douce a pratiquement disparu.